# Régions de l'Arménie
Les régions d'Arménie sont des unités administratives de la République d'Arménie et sont au nombre de dix. Ces marzer (en arménien : մարզեր, singulier marz, մարզ) sont : Aragatsotn, Ararat, Armavir, Gegharkunik, Kotayk, Lorri, Shirak, Syunik, Tavush, Vayots Dzor. Erevan a un statut spécial car elle est la capitale du pays.
Le dirigeant de chaque région est un marzpet (« gouverneur »), désigné par le gouvernement d'Arménie.

## Histoire
| Shirak Lorri Tavush Aragatsotn Armavir Erevan Ararat Kotayk Gegharkunik Vayots · Dzor Syunik |

Les marzer arméniens ont été créés par la Constitution arménienne adoptée le 5 juillet 1995, mise en œuvre sur ce point par la loi relative à la division territoriale administrative de la République d'Arménie du 4 décembre 1995 et par le décret relatif à l'administration publique dans les marzer de la République d'Arménie du 2 mai 1997. Territorialement, ils sont le résultat de la fusion des raions remontant à l'époque de l'Union des républiques socialistes soviétiques.
Même si les noms de l'une ou l'autre s'en inspirent, ces régions doivent être distinguées des quinze provinces de l'Arménie historique indiquées par le géographe arménien du VIIe siècle Anania de Shirak dans sa Géographie : Haute-Arménie, Sophène, Aghdzenik, Mokk, Kordchayk, Parskahayk, Vaspourakan, Tôroubéran, Syunik, Artsakh, Paytakaran, Outik, Gougark, Tayk, Ayrarat.

## Régime juridique

### Régions
La Constitution telle qu'amendée en 2005 reconnaît en tant qu'unités administratives les régions, aux côtés des communautés (en arménien համայնքներ, hamaynkner, singulier համայնք, hamaynk). La loi relative à la division territoriale administrative de la République d'Arménie du 4 décembre 1995 définit et crée ces régions, dont le nombre est de dix : Aragatsotn, Ararat, Armavir, Gegharkunik, Kotayk, Lorri, Shirak, Syunik, Tavush, Vayots Dzor ; elle les subdivise en outre en 926 communautés (48 communautés urbaines et 865 communautés rurales, auxquelles s'ajoutent Erevan et ses 12 districts), à leur tour subdivisées en mille localités (villes ou villages).

### Gouverneurs
Les gouverneurs des régions ou marzpet (en arménien Մարզպետները) sont désignés et démis par des décisions du gouvernement central confirmées par le Président. Ils font régulièrement rapport au parlement.
Ils ont pour tâche d'appliquer la politique territoriale du gouvernement dans les domaines suivants : finances, développement urbain, construction et travaux publics, transport et construction des routes, agriculture et aménagement du territoire, enseignement, santé, sécurité sociale, culture et sports, nature et protection environnementale, commerce, approvisionnement et autres services publics. Ils sont à cette fin assistés d'une administration régionale ou mazpetaran.
Ils sont également chargés de la coordination des activités des services territoriaux du pouvoir exécutif, notamment dans les domaines des affaires intérieures et de la sécurité nationale, de la défense, des communications, de l'énergie, des impôts, des situations d'urgence, et de la défense civile.

## Erevan
La Constitution de 1995 a octroyé le statut de marz à Erevan. La dernière modification de la Constitution (27 novembre 2005) a toutefois transformé la ville en communauté.
Son mode de fonctionnement est jusqu'en 2009 similaire à celui des autres régions du pays avec quelques spécificités. La loi relative à Erevan adoptée fin 2008 met fin à cette situation et dote la capitale de son propre type de gouvernance.

## Démographie des régions
Le tableau suivant est triable (en cliquant sur les flèches des entrées horizontales) en fonction de la population, de la superficie ou de la densité de chaque marz.
| Marz        | Population | Population (%) | Superficie (km2) | Superficie (%) | Densité  |
| ----------- | ---------- | -------------- | ---------------- | -------------- | -------- |
| Aragatsotn  | 108 000    | 4,4            | 2 753            | 9,3            | 39,23    |
| Ararat      | 277 600    | 8,6            | 2 096            | 7,0            | 132,44   |
| Armavir     | 282 600    | 8,7            | 1 242            | 4,2            | 227,54   |
| Gegharkunik | 240 900    | 7,4            | 5 348            | 18,0           | 45,04    |
| Kotayk      | 278 800    | 8,6            | 2 089            | 7,0            | 133,46   |
| Lorri       | 281 700    | 8,7            | 3 789            | 12,7           | 74,35    |
| Shirak      | 281 300    | 8,7            | 2 681            | 9,0            | 104,92   |
| Syunik      | 152 900    | 4,7            | 4 506            | 15,1           | 33,93    |
| Tavush      | 134 100    | 4,2            | 2 704            | 9,1            | 49,59    |
| Vayots Dzor | 55 800     | 1,7            | 2 308            | 7,8            | 24,18    |
| Erevan      | 1 111 300  | 34,3           | 227              | 0,8            | 4 895,59 |